# Neftalí Carabantes
Neftalí Ricardo Carabantes Hernández (Punta Arenas, 1971) es un abogado y político chileno militante Partido Radical (PR). Se desempeñó como subsecretario de Carabineros, entre enero-marzo de 2006, subsecretario de Bienes Nacionales, entre de 2008, durante el gobierno de Ricardo Lagos, y por último subsecretario general de Gobierno, desde 2009 hasta 2010, durante el primer gobierno de la presidenta Michelle Bachelet. Además ejerció como gerente del programa Desarrollo Minero de la Universidad Central de Chile (Ucen), entre 2015 y 2018. Actualmente es secretario general del directorio de dicha universidad.

## Familia y estudios
Es hijo de Neftalí Delicio Carabantes Burr y de Hina Luxi Amelia Hernández Miranda, ambos profesores.
Es abogado de la Universidad La República y magíster en sistema penal de la Universidad Central de Chile (Ucen). Así mismo cursó el magíster en derecho económico, de la Facultad de Derecho de la Universidad de Chile.

## Trayectoria pública
En el ámbito público, ha sido abogado de la Corporación de Asistencia Judicial (CAJ). Además ha ejercido el cargo de subsecretario de Carabineros, durante la administración del presidente Ricardo Lagos, entre enero y marzo de 2006.
Durante 2006 y 2007 fue director ejecutivo del Comité Público-Privado de Seguridad del Ministerio del Interior. En 2008 desempeñó brevemente el cargo de subsecretario de Bienes Nacionales, y durante los años 2009 y 2010 ejerció la función de subsecretario General de Gobierno, ambos cargos en la primera administración de la presidenta Michelle Bachelet.
En 2013 participó en la Comisión programática de Justicia y Seguridad Ciudadana de la candidatura presidencial de Michelle Bachelet.
Desde 2015 y 2018 fue gerente del Programa de Desarrollo Minero de la Universidad Central de Chile, entidad académica orientada principalmente a materias de investigación y formación de capital humano en el ámbito minero. Además es profesor del diplomado "gestión y administración minera". Es miembro del Colegio de Abogados y del Instituto de Ingenieros de Minas de Chile.